# قائمة التوزيع
قائمة التوزيع (بالإنجليزية: Distribution list) هو مصطلح يستخدم لتعريف آلية من آليات البريد الإلكتروني (بريد إلكتروني) حيث تشترك مجموعة من عناوين البريد الإلكتروني في قائمة واحدة حيث يتمكن كل من أعضاء المجموعة من إرسال البريد الإلكتروني لجميع أعضاء المجموعة في نفس الوقت وهي تختلف عن القوائم البريدية وقوائم المنتديات حيث أن القوائم البريدية وقوائم المنتديات تسمح لفرد واحد من المجموعة بإرسال الرسائل على عكس قوائم التوزيع التي تسمح بالنقاش والتنسيق بين مستخدمي القائمين ومنتسبيها.